# Cementerio de Belleville
El cementerio de Belleville (Cimetière de Belleville en francés) es un pequeño cementerio de París en el distrito 20. Está situado en el barrio de Belleville, en la esquina de la rue de Belleville y la Rue du Télégraphe.

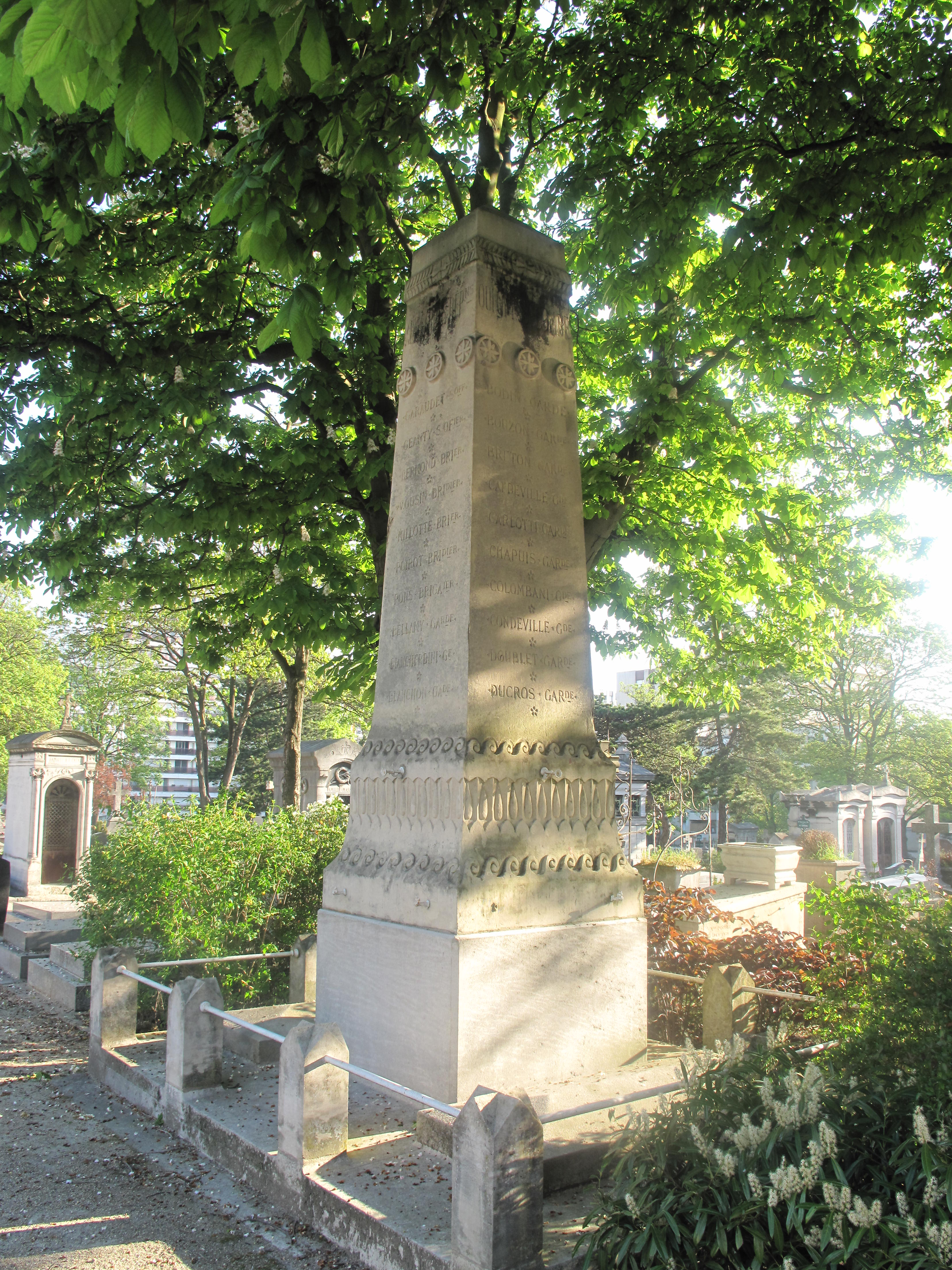
Memorial a los fallecidos durante la Comuna de París, 1871

El cementerio se inauguró en 1808. El sitio era utilizado anteriormente para los experimentos con el telégrafo óptico de Claude Chappe de 1790 a 1798, como lo demuestra la placa a la derecha de la entrada principal, porque el cementerio está en el punto más alto en París, en 128.503 m.
El depósito de Belleville, un tanque de agua anexo a la ciudad de París, se apoya en la parte sur del cementerio.
Entre sus monumentos se encuentra una columna en memoria de los fallecidos durante las revueltas de la Comuna de París.

## Lista de personalidades
- Fernand Maillet, (1896-1963), sacerdote y director de coro
- Léon Gaumont, (1864 - 1946) inventor del cine parlante
- Pierre Cochereau, (1924 - 1984) músico, organista en Notre-Dame